# Processos de Montjuïc

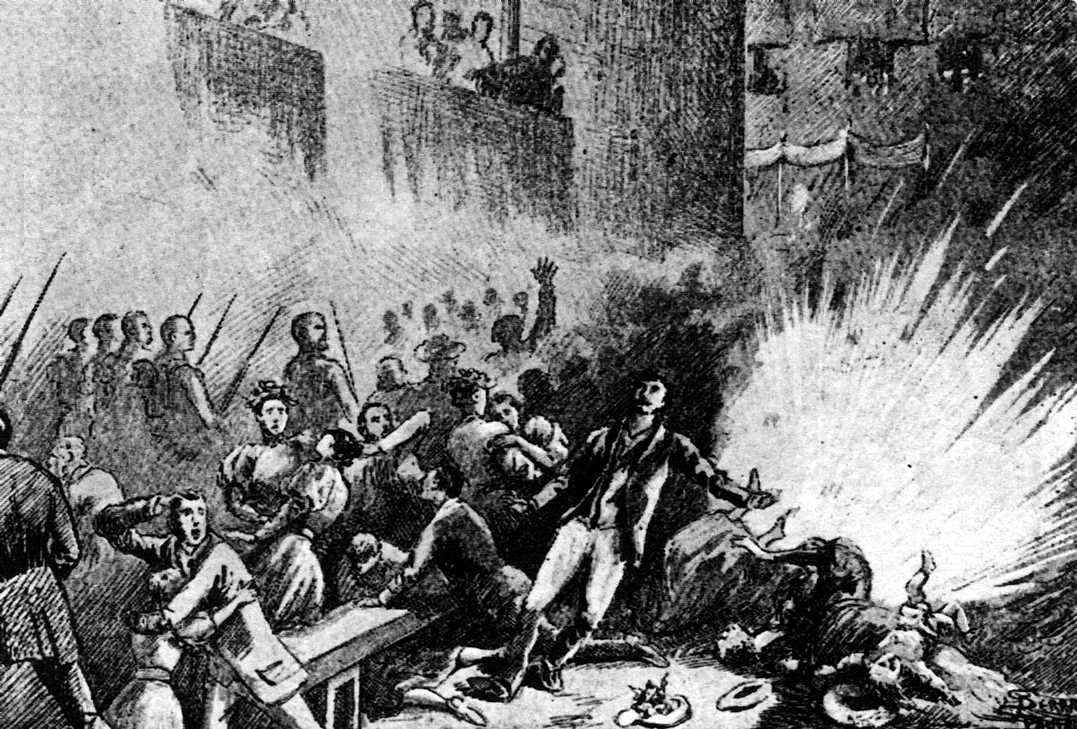
Desenho reproduzindo o momento da explosão da bomba na procissão de Corpus Cristi de 1896.

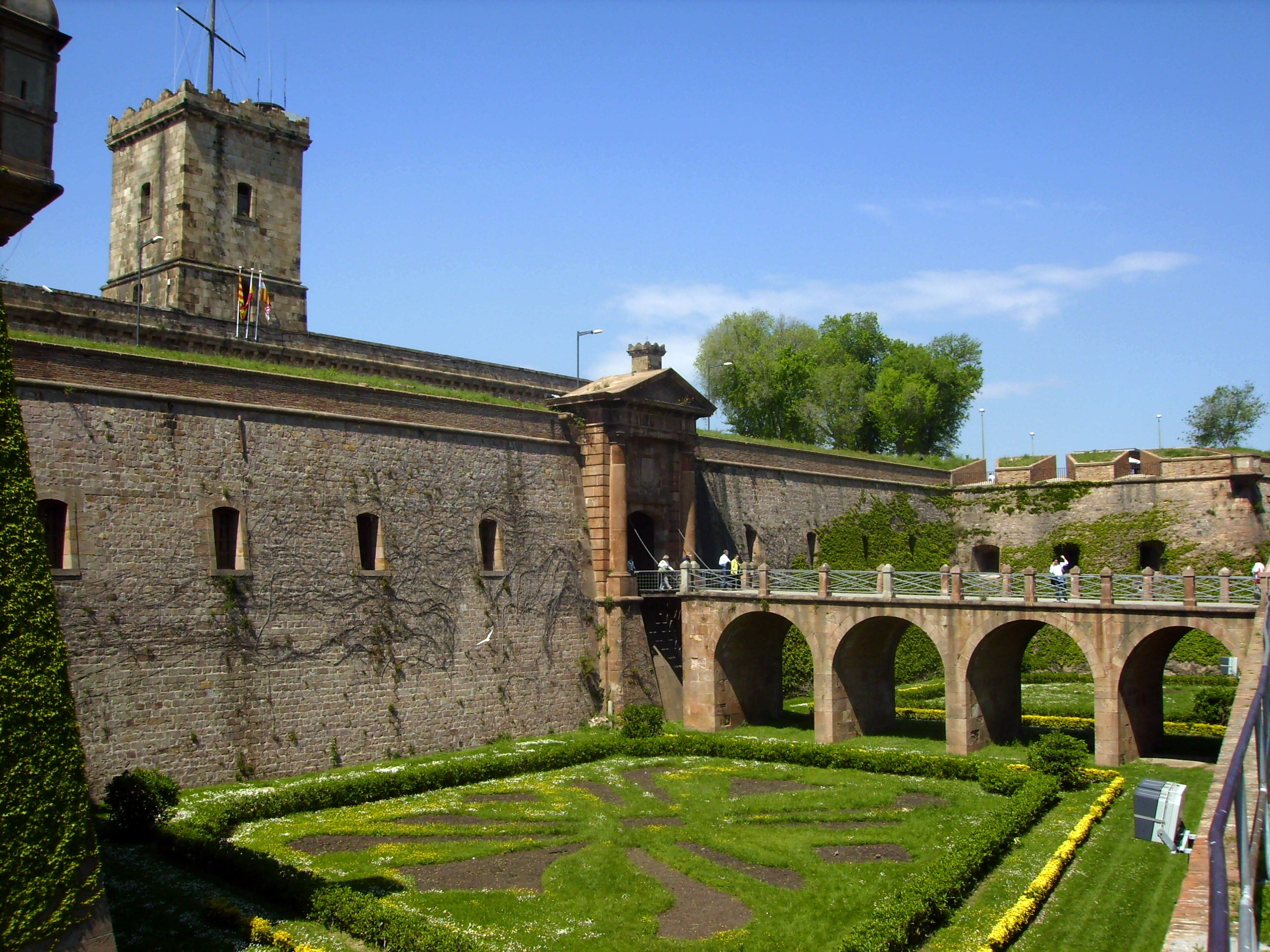
Fosso da entrada do Castelo de Montjuïc

Os processos de Montjuïc foram os julgamentos militares que se seguiram ao atentado a bomba contra a procissão de Corpus Cristi na rua Canvis Nous, em Barcelona, no dia 7 de Junho de 1896 resultando em 12 mortos e 35 feridos.
A repressão estatal desproporcional teve como principais alvos organizações de trabalhadores e anarquistas da Catalunha. Foram detidas 400 pessoas, entre estas os professores José López Montenegro e Joan Montseny, os propagandistas Anselmo Lorenzo, Fernando Tarrida del Mármol, Sebastià Sunyé, Joan Baptista Esteve, Josep Llunas i Pujals e Teresa Claramunt, e o acadêmico Pere Coromines. Todos foram aprisionados no Castelo de Montjuic, muitos deles foram duramente torturados, sendo incluídos no processo militar 87 pessoas.
As investigações judiciais foram realizadas sem garantias jurídicas e as provas se basearam nas declarações dos principais envolvidos, especialmente nos testemunhos de Tomàs Ascheri, obtidos através de terríveis torturas ordenadas pelo tenente da guarda civil Narciso Portas contra ele e Francesc Callís, Antoni Nogués, Josep Molas, Lluís Mas, Sebastià Sunyé, Joan Baptista Ollé, Francesc Gana e o francês Joseph Thiolouse.
Um primeiro conselho de guerra se reuniu no mesmo castelo de 11 à 15 de dezembro de 1896, mas a sentença definitiva foi anunciada pelo Tribunal Supremo de Guerra e Marinha em Abril de 1897 na cidade de Madrid. Foram condenados a morte e executados em 3 de Maio de 1897 Ascheri, Nogués, Molas, Mas e Joan Alsina; foram condenados a 20 anos de prisão Francesc Callis, Antoni Ceperuelo, Rafael Cusidó, Jacint Melich, Baldomero Oller, Josep Pons, Joan Torrents, Josep Vila, Jaume Vilella e Sebastià Sunyé; foram condenados a 18 anos de prisão Joan Casanovas, Epifani Caus e Joan Baptista Oller; a 10 anos e um dia Antoni Costa, Francesc Lis, Josep Mesa Mateu Ripoll, Joan Sala, Llorenç Serra e Cristòfol Soler; os 63 absolvidos foram desterrados.
A denúncia do processo se deu inicialmente já em 1896, sobretudo graças à atividade no exterior de Fernando Tarrida del Mármol, que havia sido liberado e escrevera Les Inquisiteurs d'Espagne (1897), assim como pelas campanhas de imprensa dos jornais La Revue Blanche e L'Intransigeant de Paris.  Na Espanha os protestos foram dirigidos pela imprensa republicana (El Nuevo Régimen, El País, etc) e o livro La Barbarie Gubernamental en España (1897), escrito por Ricardo Mella e Josep Prat. Posteriormente, teve início uma intensa campanha pela revisão do julgamento, especialmente em 1898 a partir dos periódicos "El Progreso", La Revista Blanca e "Vida Nueva", levada a cabo sobretudo por Joan Montseny, Alejandro Lerroux e Pere Coromines na cidade de Madrid.
Finalmente, depois do assassinato de Antonio Cánovas del Castillo em agosto de 1897 pelo anarquista italiano Michele Angiolillo, que pretendia vingar os executados, Sagasta permitiu o regresso dos desterrados, e no início de Janeiro de 1901 ditou o indulto dos que permaneciam na prisão.